# Rosa 'Golden Celebration'
Rosa 'Golden Celebration' — сорт английских (англ. English Rose) роз.
Регистрационное название: 'AUSgold'.

## Происхождение
'Charles Austin ®' × 'Abraham Darby ®'
Селекционер: Дэвид Остин (англ. David Austin), Великобритания, 1992 год.

## Биологическое описание
Шраб (англ. Shrub), английская роза (англ. English Rose).
Куст плотный и быстронарастающий. Высота растений до 130 см. Ширина до 70 см. По другим данным: высота куста до 150 см, ширина до 120 см.
Цветки крупные, чашевидные, тёмно-жёлтого цвета. Лепестков: 55 — 75.
Аромат сильный.

## В культуре
Декоративное садовое растение.
Зоны морозостойкости: от 5b (−23.3 °C… −26.1 °C) до более тёплых.
Сорт подвержен заболеванию чёрной пятнистостью.